# Zdzisław Siewierski
Zdzisław Siewierski (ur. 11 maja 1952 w Bystrzycy) – polski polityk, były wicewojewoda rzeszowski i wojewoda podkarpacki.

## Życiorys
Zdzisław Siewierski urodził się w Bystrzycy, liceum ogólnokształcące ukończył w Sędziszowie Małopolskim. Następnie studiował na Wydziale Prawa i Administracji rzeszowskiej filii Uniwersytetu Marii Curie-Skłodowskiej; studia ukończył z tytułem zawodowym magistra administracji. Od ukończenia studiów do rozwiązania był członkiem PZPR. Działał też w Związku Socjalistycznej Młodzieży Polskiej, przewodniczył ZSMP w województwie rzeszowskim. Był też zatrudniony w wojewódzkim zespole poselskim.
W latach 1993–1997 był zastępcą dyrektora Wydziału Gospodarki i Przekształceń Własnościowych Urzędu Wojewódzkiego w Rzeszowie. Od maja 1997 był wicewojewodą rzeszowskim. W latach 1998–2001 pełnił funkcję prezesa zarządu Zakładów Ceramicznych w Biegonicach. Kierował też spółką akcyjną Autostrada Wschód. W październiku 2001 został powołany na stanowisko wojewody podkarpackiego, w lutym 2003 złożył rezygnację, a w marcu 2003 został prezesem Agencji Własności Rolnej Skarbu Państwa w Warszawie. Po jej przekształceniu od 16 lipca 2003 do 30 czerwca 2005 był prezesem Agencji Nieruchomości Rolnych.
W 1999 został prezesem Koła Łowieckiego „Podgorzałka” w Rzeszowie. Został również przewodniczącym zarządu i łowczym okręgowym w Polskim Związku Łowieckim Okręgu Rzeszowskiego.
W 1997 otrzymał Krzyż Kawalerski Orderu Odrodzenia Polski.